# SalMar
SalMar ASA er en norsk lakseproducent. De varetager hele forsyningskæden fra dambrug til forarbejdning til markedsføring og salg. De har 100 licenser til produktion af atlantisk laks i Norge, på lokationer som Trøndelag, Nordmøre og gennem datterselskabet Senja Sjøfarm AS, Troms. De ejer 50 % af Norskott Havbruk, som driver dambrug som Scottish Sea Farms. Selskabet blev etableret i 1991 og hovedaktionæren er Gustav Magnar Witzøe.

## References
1. ↑  "SalMar ASA, SALM:OSL profile - FT.com". markets.ft.com (amerikansk engelsk). Hentet 2018-04-10.
2. ↑  SalMar. "History". Arkiveret fra originalen 25. juni 2007. Hentet 2008-11-01.

63°43′N 8°34′Ø / 63.71°N 8.56°Ø